# Championnat d'Amérique du Sud de rugby à sept 2020
Navigation
Championnat 2019 Championnat 2021
Le Championnat d'Amérique du Sud de rugby à sept 2020 est une compétition de rugby à sept organisée par Sudamérica Rugby. Cette édition se déroule du 12 décembre au 13 décembre 2020 à Valparaiso (Chili). L'Argentine remporte la compétition.

## Équipes participantes
| - Brésil - Chili - Uruguay - Argentine |

## Format
Le Brésil, le Chili, l'Argentine et l'Uruguay disputent des matchs sous la forme d'un tournoi, organisé à l'Estadio Elías Figueroa Brander de Valparaiso.

## Poule
| Équipes   | J | G | N | P | Pts | PM  | PE  | +/−  |
| --------- | - | - | - | - | --- | --- | --- | ---- |
| Brésil    | 3 | 2 | 1 | 0 | 8   | 76  | 22  | 54   |
| Argentine | 3 | 2 | 0 | 1 | 7   | 113 | 31  | 82   |
| Chili     | 3 | 1 | 1 | 1 | 6   | 31  | 62  | -31  |
| Uruguay   | 3 | 0 | 0 | 3 | 3   | 0   | 105 | -105 |

### Résultats
| 12 décembre 2020 | Chili | 12 - 12 | Brésil | Estadio Elías Figueroa Brander, Valparaiso |
| 12 décembre 2020 |       |         |        | Estadio Elías Figueroa Brander, Valparaiso |
| 12 décembre 2020 |       |         |        | Estadio Elías Figueroa Brander, Valparaiso |

| 12 décembre 2020 | Argentine | 53 - 0 | Uruguay | Estadio Elías Figueroa Brander, Valparaiso |
| 12 décembre 2020 |           |        |         | Estadio Elías Figueroa Brander, Valparaiso |
| 12 décembre 2020 |           |        |         | Estadio Elías Figueroa Brander, Valparaiso |

| 12 décembre 2020 | Chili | 7 - 0 | Uruguay | Estadio Elías Figueroa Brander, Valparaiso |
| 12 décembre 2020 |       |       |         | Estadio Elías Figueroa Brander, Valparaiso |
| 12 décembre 2020 |       |       |         | Estadio Elías Figueroa Brander, Valparaiso |

| 12 décembre 2020 | Brésil | 19 - 10 | Argentine | Estadio Elías Figueroa Brander, Valparaiso |
| 12 décembre 2020 |        |         |           | Estadio Elías Figueroa Brander, Valparaiso |
| 12 décembre 2020 |        |         |           | Estadio Elías Figueroa Brander, Valparaiso |

| 12 décembre 2020 | Brésil | 45 - 0 | Uruguay | Estadio Elías Figueroa Brander, Valparaiso |
| 12 décembre 2020 |        |        |         | Estadio Elías Figueroa Brander, Valparaiso |
| 12 décembre 2020 |        |        |         | Estadio Elías Figueroa Brander, Valparaiso |

| 12 décembre 2020 | Chili | 12 - 50 | Argentine | Estadio Elías Figueroa Brander, Valparaiso |
| 12 décembre 2020 |       |         |           | Estadio Elías Figueroa Brander, Valparaiso |
| 12 décembre 2020 |       |         |           | Estadio Elías Figueroa Brander, Valparaiso |

## Phase finale
|  | Demi-finales                                               | Demi-finales                                               |          |    | 1re place                                                  | 1re place                                                  |
|  | Demi-finales                                               | Demi-finales                                               |          |    | 1re place                                                  | 1re place                                                  |
|  |                                                            |                                                            |          |    |                                                            |                                                            |
|  | 13 décembre à l'Estadio Elías Figueroa Brander, Valparaiso | 13 décembre à l'Estadio Elías Figueroa Brander, Valparaiso |          |    | 13 décembre à l'Estadio Elías Figueroa Brander, Valparaiso | 13 décembre à l'Estadio Elías Figueroa Brander, Valparaiso |
|  | 13 décembre à l'Estadio Elías Figueroa Brander, Valparaiso | 13 décembre à l'Estadio Elías Figueroa Brander, Valparaiso |          |    | 13 décembre à l'Estadio Elías Figueroa Brander, Valparaiso | 13 décembre à l'Estadio Elías Figueroa Brander, Valparaiso |
|  | Brésil                                                     | 29                                                         |          |    | 13 décembre à l'Estadio Elías Figueroa Brander, Valparaiso | 13 décembre à l'Estadio Elías Figueroa Brander, Valparaiso |
|  | Brésil                                                     | 29                                                         |          |    | 13 décembre à l'Estadio Elías Figueroa Brander, Valparaiso | 13 décembre à l'Estadio Elías Figueroa Brander, Valparaiso |
|  | Uruguay                                                    | 0                                                          |          |    | 13 décembre à l'Estadio Elías Figueroa Brander, Valparaiso | 13 décembre à l'Estadio Elías Figueroa Brander, Valparaiso |
|  | Uruguay                                                    | 0                                                          | Brésil   | 14 |                                                            |                                                            |
|  | 13 décembre à l'Estadio Elías Figueroa Brander, Valparaiso |                                                            | Brésil   | 14 |                                                            |                                                            |
|  |                                                            | Argentine                                                  | 26       |    |                                                            |                                                            |
|  | Argentine                                                  | Argentine                                                  | 26       | 29 |                                                            |                                                            |
|  | Argentine                                                  |                                                            |          | 29 |                                                            |                                                            |
|  | Chili                                                      | 5                                                          |          |    |                                                            |                                                            |
|  | Chili                                                      | 5                                                          | 3e place |    |                                                            |                                                            |
|  |                                                            |                                                            |          |    |                                                            |                                                            |
|  | 13 décembre à l'Estadio Elías Figueroa Brander, Valparaiso |                                                            |          |    |                                                            |                                                            |
|  |                                                            |                                                            |          |    |                                                            |                                                            |
|  | Chili                                                      | 31                                                         |          |    |                                                            |                                                            |
|  | Chili                                                      | 31                                                         |          |    |                                                            |                                                            |
|  | Uruguay                                                    | 5                                                          |          |    |                                                            |                                                            |
|  | Uruguay                                                    | 5                                                          |          |    |                                                            |                                                            |